# Крафтс, Джеймс Мейсон
Джеймс Мейсон Крафтс (англ. James Mason Crafts; 8 марта 1839, Бостон, Массачусетс — 20 июня 1917, Риджфилд, Коннектикут) — американский химик. Широко известен благодаря открытию одноименной реакции алкилирования и ацилирования ароматических соединений совместно с Шарлем Фриделем в 1876 году (реакция Фриделя — Крафтса). Он также исследовал органические соединения кремния, работал в области термометрии и катализа.

## Молодые годы, образование
Джеймс Мейсон Крафтс родился в Бостоне 8 марта 1839 года. Его отец, Роял Алтемонт Крафтс, был широко известным городским торговцем и производителем шерстяных тканей. Его мать, Мэриэн Мейсон Крафтс, была дочерью знаменитого юриста и политического деятеля, Джеремайя Мейсона.
С самого юношества Джеймс Крафтс проявлял интерес к науке. Он поступил в Научную школу Лоренса при Гарвардском университете, где изучал химию, и закончил её в 1858 году. В течение нескольких месяцев следующего года он продолжал свои занятия с профессором Хорсфордом. Следующие несколько лет он провел за границей, учась во Фрайбурге, Гейдельберге и Париже. В Гейдельбергском университете Джеймс Крафтс работал под руководством Бунзена в качестве ассистента. В Париже он учился под руководством Вюрца и опубликовал ряд научных статей, как самостоятельно, так и совместно с Шарлем Фриделем. Фридель и Крафтс стали близкими друзьями и коллегами во многих научных исследованиях в последующие годы.

## Карьера
По возвращении в Америку в 1866—1867 гг. Джеймс Крафтс некоторое время работал по специальности в горном надзоре. В 1868 году он стал профессором химии Корнеллского университета и оставался на этой должности до 1871 года.
В 1872 году Джеймс Крафтс занял профессорскую должность в Массачусетском технологическом институте (МТИ)е.
В 1874 годах из-за ослабленного здоровья ему пришлось на несколько лет переехать в Париж. Он оставался членом факультета в МТИ до 1880 года, однако, когда стало очевидно, что его пребывание за границей затянется на неопределенный срок, он вышел в отставку.
Во Франции профессор Крафтс был занят исследовательской работой, в основном в Горной школе Парижа, достаточно плотно работая совместно с Ш.Фриделем. Так, лекция, посвященная памяти Фриделя (The Friedel Memorial Lecture)., прочитанная Крафтсом перед Лондонским Химическим обществом в 1900 году, подводит итоги работы Фриделя и содержит краткий очерк об истории его жизни.
В 1891—1897 годах, вернувшись в Америку, он продолжал преподавать в МТИ. В 1892 году он стал профессором органической химии. С 1898 года в течение двух лет выполнял обязанности ректора МТИ. За время пребывания его в этой должности были сделаны важные усовершенствования оборудования для обучения и исследования во многих направлениях.
После ухода с должности ректора Крафтс продолжал научную работу, для этого ему была выделена отдельная лаборатория.

## Научная деятельность
Основные области исследования Джеймса Крафтса — органическая химия, катализ и высокотемпературная термометрия.

### Работы в области органической химии
В Париже профессор Крафтс провел много времени, работая совместно с Шарлем Фриделем, работы публиковались ими, главным образом, в журнале Comptes Rendus и Бюллетене химического сообщества в Париже. Среди этих исследований, посвященных использованию хлорида алюминия в методиках синтеза, наибольшее значение имела «реакция Фриделя-Крафтса». Она представляет собой способ алкилирования и ацилирования ароматических соединений в присутствии катализаторов кислотного характера, таких как AlCl3, FeCl3 и др.

### Ранние работы по термометрии
После работы в Париже профессор Крафтс приступил к серии физических исследований. Измерения плотности паров йода и подобные исследования, с которыми он легко справлялся, позволили ему начать точное и систематическое изучение особенностей погрешности измерения ртутного термометра и источников ошибок, которые могут возникать при высокотемпературных измерениях, а также точное определение точек кипения различных веществ.
В новой лаборатории он посвятил себя продолжению и расширению исследований по термометрии. В течение нескольких лет он проектировал и совершенствовал тщательно продуманный аппарат для этой цели, и в 1904 году приступил к экспериментальной работе с ним.

### Исследование свойств нафталина
Летом 1911 года, будучи за границей, профессор Крафтс пострадал от острого воспаления нерва, после которого он так и не смог восстановиться, что помешало его дальнейшей эффективной работе в лаборатории. Однако, несмотря на это, он занялся написанием статьи на основе полученных экспериментальных результатов, и в 1913 году она была опубликована в журнале Journal de Chimie Physique.
В статье дано подробное описание внешнего вида аппарата, использованного им в своих исследованиях, включающего в себя много новых разработанных им устройств. В него были включены азотный газовый термометр постоянного объема, особый вид открытого манометра, а также новая модель эбулиоскопа. Из всех возможных веществ, проверенных на постоянство давления пара, только вода, нафталин и бензофенон оказались достаточно устойчивыми. Вода оказалась абсолютно устойчивой в пределах от 70˚С и 170˚С.
Однако наибольшее внимание в статье было обращено на результаты исследования свойств нафталина. Измеренные величины, приведенные в таблицах давлений в точках кипения, отнесены к температурному интервалу 171—270˚С и давлению 231—2149 мм.рт.ст. Он обнаружил, что нафталин, приготовленный должным образом, сохранял постоянное значение температуры кипения в течение продолжительного кипячения на протяжении двенадцати месяцев.

### Измерение давления пара воды
Следующая статья была опубликована в том же журнале в 1915 году, её предметом была доработка таблиц Реньо, содержащих значения давления пара воды. Как оказалось, таблицы Реньо были верны в промежутке от 80˚С до 100˚С, но корректность величин при температурах от 0˚С до 60˚С находилась под вопросом. Допущенные ошибки были связаны как со степенью точности ртутных термометров, так и с правильностью определения точек замерзания и кипения, используемых в их калибровке.
Ранние исследования профессора Крафтса в 1880 году впервые показали, как определенные ошибки в проведении экспериментов могут быть сведены к минимуму. Именно Крафтс первым решил провести серии измерений давления пара воды между 45˚С и 140˚С, используя азотный газовый термометр. Но по состоянию его здоровья это оказалось невозможным, и он смог использовать косвенный, но точный метод определения давления пара в температурном интервале 135—230˚С.
Два сосуда надлежащей конструкции были размещены бок о бок, в одном находился нафталин, а в другом — вода. Путём соответствующей регулировки давления обе жидкости были доведены до одной точки кипения с точностью до нескольких десятых долей градуса, причем давление измерялось с помощью манометров. Небольшую разницу температур между ними можно было точно измерить с помощью тщательно откалиброванного и отрегулированного ртутного термометра, в котором суммарная ошибка составляла около двух сотых долей градуса.

### Исследование зависимости давления пара от температуры
Также часть работы профессора Крафтса была посвящена рассмотрению различных эмпирических формул, связывающих между собой давление пара и температуру. Краткая статья, посвященная этой теме, была опубликована им в журнале Comptes Rendus 22 декабря 1913 года. Он подробно рассмотрел три конкретные формулы и исследовал их применение для различных веществ, в частности, для нафталина.

## Семья
13 июня 1868 года Джеймс Крафтс женился на Клеманс Хаггерти из Нью-Йорка. Она скончалась в 1912 году, а спустя 5 лет, 20 июня 1917 года, в летнем домике в Риджфилде (Коннектикут), после продолжительной болезни умер Джеймс Крафтс. У него остались четыре дочери: Рассел С. Кодман, Элизабет С. Крафтс и Клеманс Крафтс (все трое жили в Бостоне), а также Гордон К. Белл в Нью-Йорке.

## Особенности характера
Джеймс Крафтс, по признанию современников, всегда был честным, справедливым, последовательным человеком. Он ставил оценки студентам за их собственные заслуги и никогда не злоупотреблял своим положением. Для младших коллег, которые часто обращались в его лабораторию за советом, было большим удовольствием поговорить с ним и на отвлеченные темы, и он щедро делился с молодыми многолетним опытом и знаниями.
Его стиль был тихим и спокойным. Его точки зрения были определенными и точными, но он всегда демонстрировал большое уважение к взглядам, отличавшимся от его собственных. Его любили не только коллеги и ученики, но и все, кто с ним работал (вплоть до механиков и уборщиков). При первом же случае он проявлял глубочайшее сострадание к тем, кто попадал в беду.

## Награды и почести
За свои работы Джеймс Крафтс получил немало наград, премий и почётных степеней.
Исследования, проведенные в Париже, были удостоены награды в размере 2000 франков, которые были присуждены профессору Крафтсу Парижской Академией Наук «за достижения в области органической химии». В 1885 году он был провозглашен кавалером ордена Почетного Легиона.
Вскоре после вступления профессора Крафтса в должность ректора МТИ, Гарвардский Университет присудил ему степень почетного доктора юриспруденции.
В 1911 году Американской Академией Искусств и Наук профессору Крафтсу была присуждена Медаль Румфорда «за достижения в области высокотемпературной термометрии и точное определение новых контрольных точек в термометрической шкале».
Джеймс Крафтс был членом ряда ученых сообществ, помимо Национальной Академии Наук (1872) и Американской Академии Искусств и Наук; среди них — Американская ассоциация содействия развитию науки, Американское химическое общество, Академия Наук в Вашингтоне. Он был членом-корреспондентом Британской ассоциации и почетным членом Королевского института Великобритании, а также многих клубов, включая Сомерсет, Загородные клубы в Бостоне и Университетские и Технологические клубы в Нью-Йорке (в последних он был почетным членом).